# Ле-Вергье
Ле-Вергье (фр. Le Verguier) — коммуна во Франции, находится в регионе Пикардия. Департамент коммуны — Эна. Входит в состав кантона Сен-Кантен-1. Округ коммуны — Сен-Кантен.
Код INSEE коммуны — 02782.

## Население
Население коммуны на 2010 год составляло 224 человека.
| 1962 | 1968 | 1975 | 1982 | 1990 | 1999 | 2010 |
| ---- | ---- | ---- | ---- | ---- | ---- | ---- |
| 261  | 256  | 218  | 204  | 225  | 230  | 224  |

## Экономика
В 2010 году среди 160 человек трудоспособного возраста (15—64 лет) 116 были экономически активными, 44 — неактивными (показатель активности — 72,5 %, в 1999 году было 64,7 %). Из 116 активных жителей работали 95 человек (62 мужчины и 33 женщины), безработных было 21 (6 мужчин и 15 женщин). Среди 44 неактивных 9 человек были учениками или студентами, 17 — пенсионерами, 18 были неактивными по другим причинам.